# 事件記者チャボ!
『事件記者チャボ！』（じけんきしゃチャボ）は、1983年11月5日から1984年5月5日にかけて日本テレビ系列で毎週土曜夜9時（土曜グランド劇場枠）に放映されたテレビドラマ。全26回。

## あらすじ
中山一太（チャボ）は、東和日報松山支局から亡き父の友人である鬼丸キャップに引き抜かれ、警視庁記者クラブに転勤となった。鬼丸キャップの家に下宿し、持ち前の正義感で難事件怪事件の解決にあたる。プライベートでは記者クラブの女性記者・一之江ツル（ツル先輩）に一目ぼれするが、彼女は幼い娘を持つ未亡人であった。松山には大きな家が残されているが肉親はすでになく、乳母であるトラが留守を守っている。トラにはこまめに「おばあちゃん」で始まる手紙を書いて、自分の近況を伝えている。

## 登場人物
- 中山一太（通称：チャボ） - 水谷豊
主人公。トサカのような髪型からチャボと呼ばれる。事件に首を突っ込むあまり、犯人から刑事と間違われることも多い。愛車は黄色のVWビートルで、オープニングにも登場する。

一之江家
- 一之江ツル（通称：ツル先輩、ツル、ツルちゃん） - 伊藤蘭
東和日報記者、夫と死別後も一人娘と一之江家で暮らす。
- 一之江貴子 - 加藤治子
ツルの義理の母。
- 一之江那須美（） - 別宮史恵（子役）
ツルの娘。
- 川上音吉 - 木田三千雄
一之江家。執事。

鬼丸家
- 鬼丸剛（おにまるつよし、通称：キャップ、鬼やん） - 藤岡琢也
東和日報班警視庁記者クラブ・キャップ。
- 鬼丸フジ - 賀原夏子
剛の母、鬼丸家の主婦。
- 鬼丸めぐみ - 木ノ葉のこ
剛の長女、警視庁勤務の婦人警官、合気道二段。
- 鬼丸和也 - 葛生征樹（子役）
剛の長男、姿形が父親そっくりの小学生。

東和日報記者クラブ
- 松岡文雄 - 渡辺篤史
- 大河原信英 - 有川博
- 板西源次郎 - 園田裕久
- 近藤 - 井上高志
- 大内 - 石見栄英
- 梅谷 - 伊藤彰洋
- 浜野由香 - 相田寿美緒

警視庁刑事
- 平塚六三 - 藤木悠
- 今野 - 小林昭男
- 巽 - 田原千之右

喫茶桜田門
- すみれ - 華れい子

その他
- 今出トラおばあちゃん - 千石規子
- 町子 - 西朱美

- ヤマプロ
- 日本児童
- 東京宝映
- 早川プロ
- スーパードライバーズ

## スタッフ
- 企画：高井牧人
- 音楽：羽田健太郎
- 制作：高橋靖二（日本テレビ）、永野保徳（ユニオン映画）
- 技術：松下滋
- カメラ：興善幹雄
- 照明：関真久
- 音声：島孝久
- 調整：原和久
- 効果：倉橋静男
- 編集：伊藤信行
- MA：大森良憲
- 美術：門奈昌彦、平井尭
- 装置：武田寛
- 装飾：川合政行、島村博
- 持道具：小川和男
- 衣装：高西真一
- メイク：池上美代子
- PR：河村良子
- タイトル：丸山能明
- AD：石川達郎
- 記録：由井寅子
- 演出補：井上健
- 製作担当：榎本和秋
- 音楽ディレクター：鈴木清司
- 原案：読売新聞社刊「95分署」「1220分署」より
- 衣装協力：MISS ALICE、J&R、青山ラサ
- 制作協力：生田スタジオ
- プロデューサー：菊池昭康
- 製作：日本テレビ、ユニオン映画

## 主題歌
- 「何んて優しい時代」唄：水谷豊
作詞・作曲：水谷豊　編曲：瀬尾一三　レコード：フォーライフ・レコード

## サブタイトル
| 話数 | 放送日        | タイトル                             | 脚本                | 演出     | ゲスト出演 |
| ---- | ------------- | ------------------------------------ | ------------------- | -------- | --- |
| 1    | 1983年11月5日 | チャボが、大騒ぎでやってきた         | 布勢博一            | 高井牧人 | 伊佐山ひろ子、ブレンダ亜鼓、樋浦勉、津村隆、サンダー杉山 岩田耕一路（子役）、大井小町、今西正男、かわいのどか、増岡弘 西尾徳、篠田薫、小寺大介、青森伸、加藤精三、西屋東、二見忠男 |
| 2    | 11月12日      | 火事とチャボとタレコミ屋             | 峯尾基三            | 高井牧人 | 谷啓、安孫子里香、宮城健太郎、田島令子、幸田宗丸 佐伯徹、河原崎洋夫、田辺清輝、小泉麻衣子、小沢和典                                                                                |
| 3    | 11月19日      | その時チャボはラブホテル             | 柏原寛司            | 新沢浩   | 牧口昌代、井上高志、伊藤彰洋、松村雄基、田中こずえ |
| 4    | 11月26日      | 絶体絶命!チャボの大脱走              | 宮田雪              | 新沢浩   | 浜田光夫、島かおり、関かおり、田原千之右、小林昭男、土屋靖雄、藤原益二、華れい子                                                                                                   |
| 5    | 12月3日       | チャボが愛した狼少年                 | 石原純一            | 佐光千尋 | 六浦誠、黒沢大輔、蟹江敬三、依田英助 |
| 6    | 12月10日      | チャボvs怪盗下りぐも                 | 布勢博一            | 梅谷茂   | 財津一郎、片桐夕子、宮脇泰之、藤井健次（島田洋八）、葉山紘子 八神康子、 広森信吾                                                                                                   |
| 7    | 12月17日      | チャボが結婚詐欺!?冗談でしょ         | 峯尾基三            | 佐光千尋 | 結城しのぶ、左右田一平、朝比奈尚行、越智あきら 井上聡子、大矢兼臣 |
| 8    | 12月24日      | チャボがトナカイでやって来た         | 宮田雪              | 高井牧人 | 小松政夫、西川ひかる、室井滋、芦川よしみ |
| 9    | 1984年1月7日  | おかしな、おかしなチャボの初夢       | 宮田雪              | 新沢浩   | 金沢碧、阿藤海、賀原夏子 |
| 10   | 1月14日       | チャボに恋したイジワル婆ちゃん       | 宮田雪              | 新沢浩   | 初井言栄、頭師孝雄、人見明、花房徹、大和撫子 角田淑子、野瀬哲男、三重街恒二 |
| 11   | 1月21日       | チャボ、危機一パツ!                  | 布勢博一            | 高井牧人 | 横山道代、三谷昇、神山卓三、北見治一、倉田秀一、京田尚子 橋本美佳、加藤泰子、大峰順二、市川勉、なかはら五月、幸田宗丸                                                              |
| 12   | 1月28日       | チャボ!みんなでグレれば恐くない      | 布勢博一            | 高井牧人 | 森川正太、里木三郎、篠田薫、竹田光裕、大澤一彰 水橋和夫、葛生征樹、谷村隆之 |
| 13   | 2月4日        | チャボが怒ったらこわいぞ             | 布勢博一            | 新沢浩   | 寺田農、斉藤とも子、丹古母鬼馬二、西沢利明、奥村公延 椎谷建治、仲野裕、折尾哲郎、市川勉、八幡源太郎、賀原夏子                                                                      |
| 14   | 2月11日       | 出た! 助けて、おばあちゃん           | 宮田雪              | 高井牧人 | 寺田農、沼田爆、柚木章子、竹田光裕、大澤一彰 叶年央、植草ゆう子、折尾哲郎、吉田和孝、富樫寛                                                                                        |
| 15   | 2月18日       | やったぜ! チャボの名探偵             | 柏原寛司            | 新沢浩   | 大門正明、真理明美、三崎奈美、北村総一朗、吉田美鈴 市川勉、大島光幸、本多淳、由利勝郎                                                                                              |
| 16   | 2月25日       | えっ、チャボがドロボー!?             | 布勢博一            | 梅谷茂   | 尾藤イサオ、清水クーコ、江角英明、丸岡奨司、村瀬正彦 佐藤予一、高杉良、草野裕、折尾哲郎、中平良夫                                                                                  |
| 17   | 3月4日        | チャボっと見ていた少年!!             | 布勢博一 四十物光男 | 高井牧人 | 田口計、鈴木正幸、木瓜みらい、佐伯徹、幸田宗丸 日の下金太郎、今西正男、末松芳隆、猪俣光世、田辺年秋                                                                                |
| 18   | 3月11日       | 春です!! 通り魔がでたぁー?           | 宮田雪              | 新沢浩   | あき竹城、勝部演之、河原さぶ、和田恵利子、名和利志子 木村恵子、坂本マリ、大矢兼臣、青柳文太郎、萩原好峰、市川浩                                                                    |
| 19   | 3月18日       | ビックリ! チャボの大変装!?           | 布勢博一            | 新沢浩   | 人見きよし、田山涼成、鶴田忍、東美江、松本朝夫 村上久勝、岡幸恵、高橋芳彦、吉野誠、深作覚                                                                                          |
| 20   | 3月25日       | チャボの危険がいっぱい!              | 布勢博一            | 高井牧人 | 河原崎長一郎、船場牡丹、長谷川弘、西尾徳、関川慎二 矢野泰子、泉よし子、金子勝美、麻ミナ、高柳裕之、小沼宏之                                                                        |
| 21   | 4月1日        | チャボもびっくり! ツッパリじいさん…? | 宮田雪              | 新沢浩   | 松村達雄、風見章子、佐伯徹、幸田宗丸、相原巨典 大山豊、阿部光子、山本寛 |
| 22   | 4月8日        | 時効寸前! にげろやにげろ…!?          | 宮田雪              | 梅谷茂   | 杉田かおる、コント・レオナルド、八神康子、七瀬けい子、江成早百合 小川隆市、大宮悌二、加地健太郎、桐川マリ                                                                          |
| 23   | 4月15日       | チャボの長～い長～い一日!            | 柏原寛司 岩井田利治 | 高井牧人 | 福崎和広、川口敦子、梅津栄、石井富子、坂井徹、高木智一 永井玄哉、吹井政美、増田再起、梶三和子、上林大輔、上林陽                                                                    |
| 24   | 4月22日       | チャボもあきれたダメ父さん!          | 宮田雪              | 新沢浩   | 下條アトム、風祭ゆき、水島涼太、和泉喜和子、大方斐紗子 監物房子、大島宇三郎、大方斐紗子、柄沢英二、高山千草、多賀基史                                                              |
| 25   | 4月29日       | 息子は無実! 怒れチャボ!!             | 柏原寛司            | 新沢浩   | 杉山とく子、加藤和夫、柳川慶子、松井範雄、水森コウ太 田鍋友啓、徳江長政、松本祐美、五十嵐美恵子、松岡久美 名代杏子、山田里香、岡本瑞恵、岡田太郎(子役)                             |
| 26   | 5月5日        | 最後にチャボっといい感じ!!           | 宮田雪              | 高井牧人 | 松田洋治、藤江リカ、穂高稔、渡部猛 大澤一彰、竹田光裕、折尾哲郎、別宮史恵(子役) |

- 12月31日は『ウルトラスペシャル史上最大！全国高等学校クイズ選手権』放送のため休止。

## ソフト化
- 2005年9月、ジェネオンエンタテインメント(販売:日本クラウン)から全26回が全7巻のDVDビデオソフト化された。

## 前後番組
| 日本テレビ系 土曜グランド劇場 | 日本テレビ系 土曜グランド劇場 | 日本テレビ系 土曜グランド劇場 |
| 前番組                        | 番組名                        | 次番組                        |
| ----------------------------- | ----------------------------- | ----------------------------- |
| 天まであがれ!2                | 事件記者チャボ!               | 風の中のあいつ                |